# Сергий VII (герцог Неаполя)
Сергий VII Неаполитанский (итал. Sergio VII Napoli, погиб 30 октября 1137) — последний независимый герцог Неаполя в 1120/1123—1137 годах. Сын и наследник Иоанна VI. После участия в нескольких восстаниях покорился Рожеру II.
В 1131 году Сергий VII пытался поддержать своим флотом горожан Амальфи, не желавших передать ключи от своей крепости Рожеру II. Но сицилийский флот под командованием Георгия Антиохийского блокировал неаполитанцев в гавани, и Сергий VII был вынужден покориться королю.
В 1134 году Сергий VII поддержал мятежников Райнульфа Алифанского и Роберта II Капуанского, при этом не вступая в конфронтацию с королём. После падения Капуи и изгнания Роберта II Сергий вместе с Райнульфом вновь покорились Рожеру II.
24 апреля 1135 года пизанский флот под командованием Роберта II Капуанского появился в Неаполитанском заливе, и Сергий VII вновь присоединился к восставшим. Мятеж вскоре был локализован Рожером II, и трое восставших — Роберт II, Райнульф Алифанский и Сергий VII — были осаждены в Неаполе. Оборона Неаполя продолжалась до весны 1136 года. Воспользовавшись брехами в морской осаде, Сергий VII и Роберт Капуанский сумели прорваться в Пизу, откуда призвали на помощь императора Лотаря II.
В результате итальянского похода Лотаря II Неаполь был освобождён от осады, но после ухода германской армии Рожер II без труда восстановил свою власть на континенте. Сергий VII вновь покорился королю и, исполняя вассальный долг, принял участие в королевском походе против Райнульфа Алифанского. 30 октября 1137 года последний разбил королевскую армию при Риньяно и Сергий VII погиб в битве.
Сергий VII не оставил по себе наследников. Неаполитанская аристократия не смогла выбрать из свой среды нового герцога и после двух лет республиканского правления Неаполь окончательно вошёл в состав Сицилийского королевства.